# Глен Мілтон Сторр
Доктор Глен Мілтон Сторр (англ. Glen Milton Storr; 27 грудня 1921 — 26 червня 1990) — австралійський орнітолог і герпетолог. Він влаштувався до Музею Західної Австралії в 1962 році і став куратором відділення орнітології та герпетології в 1965 році. Він був членом Королівської австралійської спілки орнітологів (RAOU) і працював секретарем Західноавстралійського відділення RAOU в 1954 році.
Сторр провів післядипломне дослідження кенгуру. Його перебування на посаді куратора в музеї Західної Австралії закінчилося в 1986 році.

## Кар'єра
Сторр народився в Аделаїді в 1921 році, а в 1939 році став курсантом-землевпорядником у Департаменті земель Південної Австралії. Друга світова війна перервала його навчання. Він вступив до австралійської піхоти в 1942 році, служачи у другому дев'ятому польовому полку в Новій Гвінеї та Квінсленді (1943—1945). Після війни він отримав ліцензію геодезиста в Південній Австралії в 1947 році.

## Спадщина
Сторр був одним із найплідніших таксономістів у герпетології, описавши 232 види та підвиди рептилій, і опинившись в десятці найпопулярніших у світі за весь час. Його згадують у наукових назвах п'яти видів рептилій: Carlia storri, Ctenotus storri, Lerista storri, Morethia storri та Varanus storri .